# Judolia parallelopipeda
Judolia parallelopipeda är en skalbaggsart som först beskrevs av Victor Ivanovitsch Motschulsky 1860.  Judolia parallelopipeda ingår i släktet Judolia och familjen långhorningar. Inga underarter finns listade i Catalogue of Life.